# Radarstellung Kalkhorst

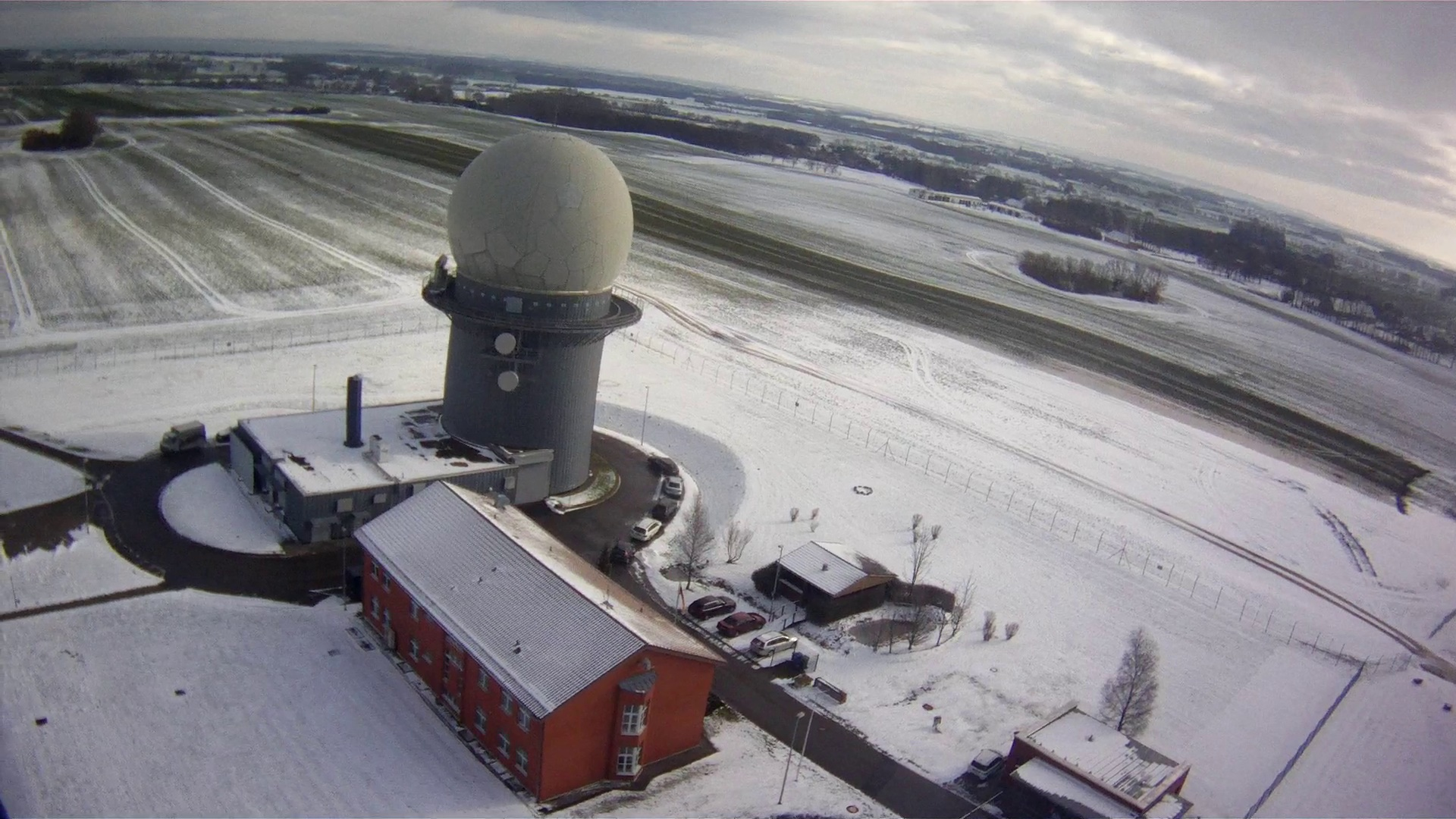
Radarstellung im Winter (2020)

Die Radarstellung Kalkhorst ist eine Liegenschaft der Bundeswehr in Kalkhorst in Mecklenburg-Vorpommern. Sie wird vom Einsatzführungsdienstes der Luftwaffe betrieben. Auftrag der Radarstellung ist die Luftraumüberwachung. Dazu wird ein D-Band-Phased-Array Radarsystem vom Typ RRP 117 genutzt.

## Lage
Die Radarstellung liegt im Landkreis Nordwestmecklenburg etwa 500 Meter nördlich des Ortsteils Elmenhorst und etwa einen Kilometer südlich der Ostsee-Küste.

## Geschichte
Im Zweiten Weltkrieg betrieb die Wehrmacht im Bereich Elmenhorst ein Radargerät vom Typ Würzburg-Riese. Ab Dezember 1960 betrieb die Nationale Volksarmee durch die Funktechnische Kompanie 288 (1971 in Funktechnische Kompanie 234 und 1983 in Funktechnische Kompanie 233 umbenannt) in dem Raum eine mobile Funkmessstation des Typs P-10. Die Kompanie war dem Funktechnischen Bataillon 23 „Liselotte Herrmann“ in Pragsdorf der 3. Luftverteidigungsdivision in Trollenhagen unterstellt.
Von 1961 bis 1965 wurden ortsfeste Anlagen errichtet und die Funkmessstationen vom Typ P-12 und P-15 betrieben; ab 1968 auch der Höhenmesser PRW-9. In den Jahren 1975 und 1976 wurden Gefechtsstand, Tankstelle und Lagerhalle ausgebaut sowie der alte Baubestand teilrenoviert. Im gleichen Zeitraum kam die Funkmessstation P-14 zum Einsatz. 1986 und 1987 kam es zu Bauarbeiten für die Stationierung der 3D-Funkmessstation ST-68U (NATO-Codename: Tin Shield) und eine Traglufthalle wurde errichtet. Bis 1990 wurde die Stellung weiter modernisiert, insbesondere in Bezug auf das Automatisierte Führungs- und Leitsystem Polje, das später an die sowjetischen Streitkräfte zurückgegeben wurde.
Im Zuge der Eingliederung der Funktechnischen Truppen in die Bundeswehr erfolgte ein fast vollständiger Austausch der Funk- und Messtechnik. In den 1990er Jahren kamen zwei Rundsuchradargeräte P-37 und zwei Höhensuchradargeräte PRW-17 zum Einsatz sowie das automatisierte Führungssystem WP-2M.
Die Bundeswehr übernahm die Funktechnische Kompanie 233 am 3. Oktober 1990 zunächst und unterstellte sie im Dezember 1990 dem ebenfalls übernommenen Funktechnischen Bataillon 43 in Parchim. Mitte 1991 ging aus ihr die Radarführungskompanie 311 hervor. Sie wurde zum 1. Januar 1995 in Abgesetzter Technischen Zug 163 umbenannt. Zum 1. April 2006 erfolgte die Umbenennung in ihren heutigen Namen Abgesetzten Technischen Zug 356. Vom 1. Januar 1995 bis zum 31. März 1997 bestand zudem Luftwaffensanitätstrupp Abgesetzter Technischer Zug 163 zur sanitätsdienstlichen Versorgung der in der Radarstellung eingesetzten Soldaten. Von September 1993 bis 1996 erfolgte der Ersatzneubau der heutigen Radarstation. 2013 wurde bekannt, dass aufgrund fortschreitender Automatisierung die Zahl der bislang dort eingesetzten 30 Soldaten und 6 Zivilbeschäftigten der Bundeswehr insgesamt auf 11 reduziert wird.

## Dienststellen
In der Radarstellung ist der Abgesetzte Technische Zug 356 stationiert, der dem Sensorzug III in Cölpin des Einsatzführungsbereich 3 auf dem Fliegerhorst Holzdorf unterstellt ist. Daneben sind der Trupp 3D RADAR Radarstellung Kalkhorst, der Trupp Funkanlagen Radarstellung Kalkhorst, die Flugfunkstelle Kalkhorst, der Wartungs- und Instandsetzungsgruppe Maschinenanlage Kalkhorst und das Außenlager Radarstellung Kalkhorst in der Liegenschaft untergebracht.